# Kàrpov
Kàrpov (en rus: Карпов) és un poble (un khútor) de l'óblast de Rostov, a Rússia, segons el cens rus del 2019 tenia 124 habitants. Pertany al districte de Tsimliansk.